# Virudhachalam
Virudhachalam är en ort i Indien.   Den ligger i distriktet Cuddalore och delstaten Tamil Nadu, i den södra delen av landet, 1 900 km söder om huvudstaden New Delhi. Virudhachalam ligger 41 meter över havet och antalet invånare är 73 585.
Terrängen runt Virudhachalam är platt, och sluttar söderut. Runt Virudhachalam är det tätbefolkat, med 397 invånare per kvadratkilometer. Virudhachalam är det största samhället i trakten. Trakten runt Virudhachalam består till största delen av jordbruksmark.